# Орхам
Орхам је у грчкој митологији био вавилонски краљ, који је са Еуриномом имао кћер Леукотоју.

## Митологија
Леукотоју је волео Хелије, што је изазвало љубомору њене претходнице Клитије, па је она о овој забрањеној љубави обавестила њеног оца Орхама. Како би казнио своју кћер, краљ ју је живу закопао.

## Биологија
Латинско име овог лика (Orchamus) је назив рода инсеката.